# Australische Fußballnationalmannschaft
Die australische Fußballnationalmannschaft repräsentiert den australischen Fußballverband Football Australia. Im Jahr 2015 gewann die unter dem Spitznamen Socceroos bekannte Mannschaft die Asienmeisterschaft, davor hatte sie viermal die Ozeanienmeisterschaft (1980, 1996, 2000 und 2004) gewonnen. Des Weiteren kann sie sechs Weltmeisterschaftsteilnahmen vorweisen (1974, 2006, 2010, 2014, 2018 und 2022) und erreichte 1997 das Finale des Konföderationenpokals, das gegen Brasilien verloren wurde. 2005 trat Australien aus dem ozeanischen Fußballverband (OFC) aus, um die Chancen für die Weltmeisterschaftsqualifikation zu erhöhen, und ist seitdem Mitglied im asiatischen Fußballverband (AFC).

## Teilnahmen an Fußball-Weltmeisterschaften

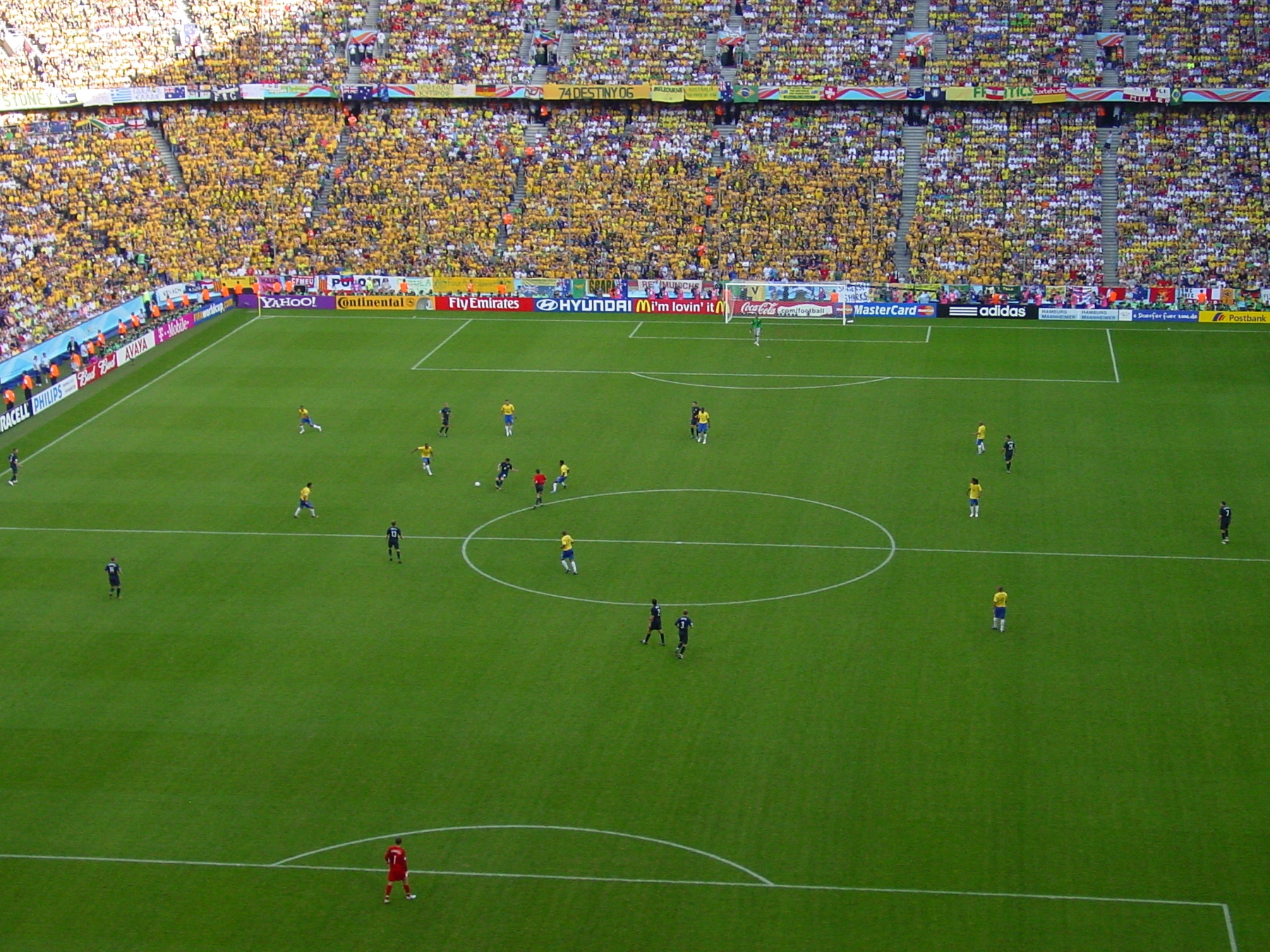
WM-Vorrundenspiel 2006 gegen Brasilien

| Jahr | Gastgeberland       | Teilnahme bis …    | Letzte(r) Gegner            | Ergebnis | Trainer          | Bemerkungen und Besonderheiten |
| ---- | ------------------- | ------------------ | --------------------------- | -------- | ---------------- | --- |
| 1930 | Uruguay             | nicht teilgenommen |                             |          |                  | |
| 1934 | Italien             | nicht teilgenommen |                             |          |                  | |
| 1938 | Frankreich          | nicht teilgenommen |                             |          |                  | |
| 1950 | Brasilien           | nicht teilgenommen |                             |          |                  | |
| 1954 | Schweiz             | nicht teilgenommen |                             |          |                  | |
| 1958 | Schweden            | nicht teilgenommen |                             |          |                  | |
| 1962 | Chile               | nicht teilgenommen |                             |          |                  | |
| 1966 | England             | nicht qualifiziert |                             |          |                  | In der Qualifikation an Nordkorea gescheitert. |
| 1970 | Mexiko              | nicht qualifiziert |                             |          |                  | In der Qualifikation an Israel gescheitert, das sich 1970 zum bisher einzigen Mal für eine WM qualifizieren konnte. |
| 1974 | Deutschland         | Vorrunde           | DDR, BR Deutschland, Chile  | 14.      | Ralé Rašić       | Als Gruppenletzter ausgeschieden. |
| 1978 | Argentinien         | nicht qualifiziert |                             |          |                  | In der Qualifikation in der zweiten Runde am Iran gescheitert. |
| 1982 | Spanien             | nicht qualifiziert |                             |          |                  | In der Qualifikation in der 1. Runde an Neuseeland gescheitert. |
| 1986 | Mexiko              | nicht qualifiziert |                             |          |                  | In der Qualifikation in den Interkontinentalen Playoffs an Schottland gescheitert. |
| 1990 | Italien             | nicht qualifiziert |                             |          |                  | In der Qualifikation in der 2. Runde an Israel gescheitert, das sich auch nicht qualifizieren konnte. |
| 1994 | USA                 | nicht qualifiziert |                             |          |                  | In der Qualifikation in den Interkontinentalen Playoffs an Argentinien gescheitert. |
| 1998 | Frankreich          | nicht qualifiziert |                             |          |                  | In der Qualifikation in den Play-offs gegen den Asien-Vierten am Iran gescheitert. |
| 2002 | Südkorea/Japan      | nicht qualifiziert |                             |          |                  | In der Qualifikation in den Play-offs gegen den Südamerika-Fünften an Uruguay gescheitert. |
| 2006 | Deutschland         | Achtelfinale       | Italien                     | 16.      | Guus Hiddink     | Australien schied durch einen in der fünften Minute der Nachspielzeit verwandelten Elfmeter aus. Dies war bis zur WM 2022, während der aufgrund einer inoffiziellen Reform besonders lange Nachspielzeiten auftraten, der späteste in der regulären Spielzeit in einem WM-Spiel verhängte Elfmeter. |
| 2010 | Südafrika           | Vorrunde           | Deutschland, Ghana, Serbien | 21.      | Pim Verbeek      | Australien nahm erstmals an der Qualifikation als Mitglied des asiatischen Verbandes teil und konnte sich dort auf Anhieb als eins von vier Teams qualifizieren. Da sich auch Neuseeland erstmals nach 1982 wieder qualifizieren konnte, nahmen zum ersten Mal zwei ozeanische Staaten an einer WM teil. Beide schieden aber als Gruppendritte in der Vorrunde aus. Dabei gelang Australien nach der Auftaktniederlage gegen Deutschland noch ein Remis gegen Ghana und ein Sieg gegen Serbien. Aufgrund der schlechteren Tordifferenz reichte es nur zu Platz 3 hinter Ghana. |
| 2014 | Brasilien           | Vorrunde           | Chile, Niederlande, Spanien | 30.      | Ange Postecoglou | Australien qualifizierte sich am 18. Juni in der 4. Runde der Qualifikation als zweite Mannschaft für die WM. Bei der Endrunde traf Australien zunächst auf Chile und die Niederlande und verlor beide Spiele, wodurch die Mannschaft die K.o.-Runde nicht mehr erreichen konnte und die erstmalige Begegnung mit Spanien (0:3) keinen Einfluss mehr hatte. |
| 2018 | Russland            | Vorrunde           | Frankreich, Dänemark, Peru  | 28.      | Bert van Marwijk | Australien benötigte die meisten Qualifikationsspiele und schoss die meisten Qualifikationstore. Bei der Endrunde reichte es nur zu einem Remis gegen Dänemark. Gegen Frankreich und Peru wurde verloren. |
| 2022 | Katar               | Achtelfinale       | Argentinien                 | 11.      | Graham Arnold    | In den interkontinentalen Play-offs gegen Peru im Elfmeterschießen durchgesetzt. Auf eine 1:4-Niederlage gegen Frankreich folgten je 1:0-Siege gegen Tunesien und Dänemark, wodurch sich Australien für das Achtelfinale qualifizierten konnte, in welchem sie dem späteren Weltmeister Argentinien mit 1:2 unterlagen. |
| 2026 | Kanada, Mexiko, USA | qualifiziert       |                             |          |                  | In der Qualifikation als Gruppenzweiter in der dritten Runde qualifiziert. |

## Teilnahmen an Fußball-Ozeanienmeisterschaften

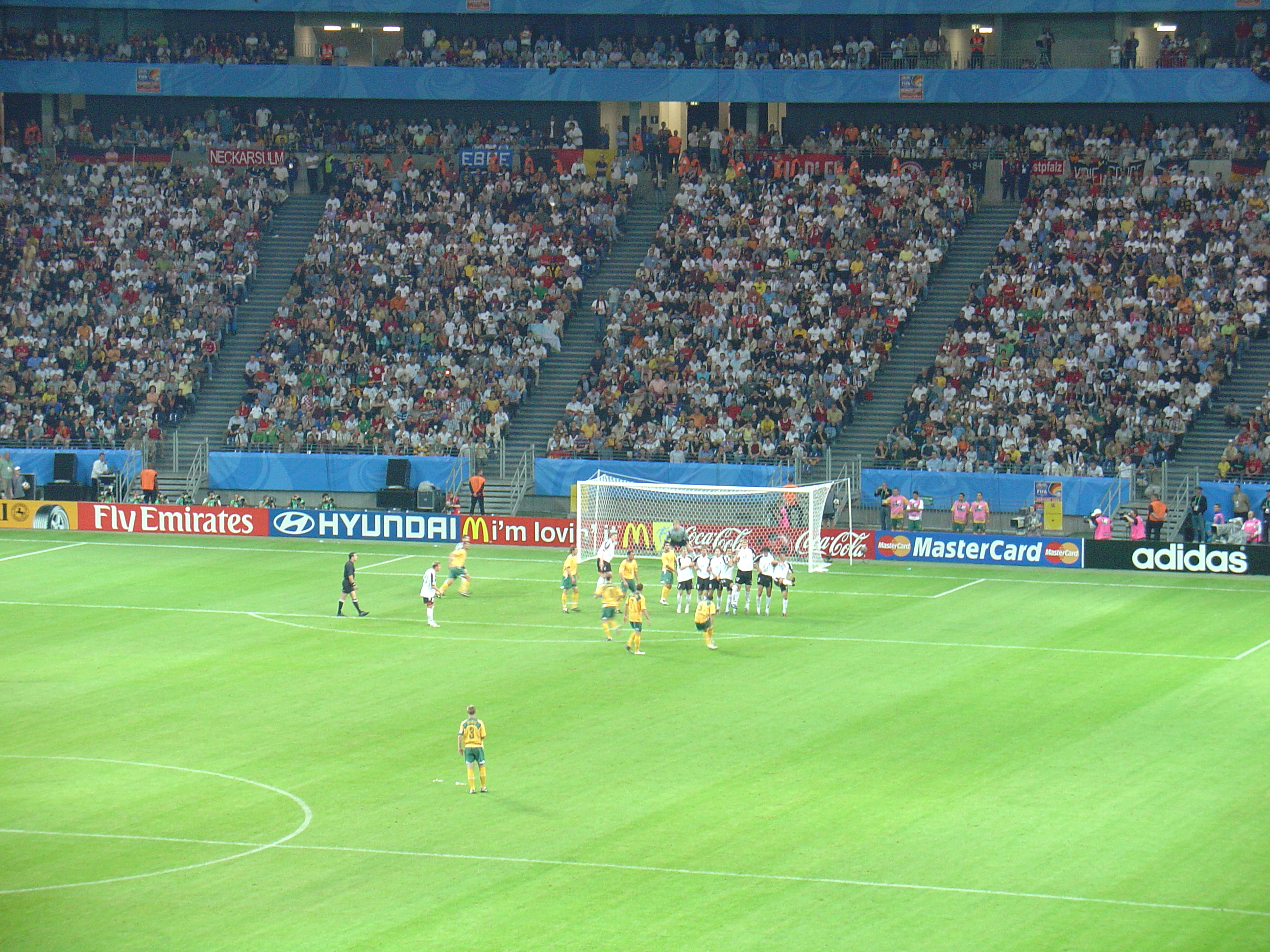
Deutschland gegen Australien beim Konföderationen-Pokal 2005

| 1973 in Neuseeland       | nicht teilgenommen |
| 1980 in Neukaledonien    | Ozeanienmeister    |
| 1996 in diversen Ländern | Ozeanienmeister    |
| 1998 in Australien       | Zweiter            |
| 2000 auf Tahiti          | Ozeanienmeister    |
| 2002 in Neuseeland       | Zweiter            |
| 2004 in Australien       | Ozeanienmeister    |

## Teilnahmen am Konföderationen-Pokal
| 1992 in Saudi-Arabien      | nicht teilgenommen |
| 1995 in Saudi-Arabien      | nicht qualifiziert |
| 1997 in Saudi-Arabien      | Zweiter            |
| 1999 in Mexiko             | nicht qualifiziert |
| 2001 in Japan und Südkorea | Dritter            |
| 2003 in Frankreich         | nicht qualifiziert |
| 2005 in Deutschland        | Vorrunde           |
| 2009 in Südafrika          | nicht qualifiziert |
| 2013 in Brasilien          | nicht qualifiziert |
| 2017 in Russland           | Vorrunde           |

## Teilnahmen an der Fußball-Asienmeisterschaft
|                       |               |
| 2007 in Südostasien   | Viertelfinale |
| 2011 in Katar         | Zweiter       |
| 2015 in Australien    | Asienmeister  |
| 2019 in den VAE       | Viertelfinale |
| 2024 in Katar         | Viertelfinale |
| 2027 in Saudi-Arabien | Qualifiziert  |

## Teilnahmen an der Fußball-Ostasienmeisterschaft
|                      |                    |
| 2008 in der VR China | nicht teilgenommen |
| 2010 in Japan        | nicht teilgenommen |
| 2013 in Südkorea     | Vierter            |
| 2015 in der VR China | nicht teilgenommen |
| 2017 in Japan        | nicht teilgenommen |
| 2019 in Südkorea     | nicht teilgenommen |
| 2022 in Japan        | nicht teilgenommen |

## Titel
- Fußball-Ozeanienmeisterschaft (4) – 1980, 1996, 2000, 2004
- Fußball-Asienmeisterschaft (1) – 2015

## Kader
Siehe: Australien bei der Fußball-Weltmeisterschaft 2022
Folgende Spieler wurden für die WM-Qualifikationsspiele im November 2023 berufen:
- Stand der Leistungsdaten: 21. November 2023 (nach dem Spiel gegen Palästina)

| Name                  | Geburtstag | Spiele  | Tore    | Verein                   | Debüt   | Letzter Einsatz   |
| Torwart               | Torwart    | Torwart | Torwart | Torwart                  | Torwart | Torwart           |
| --------------------- | ---------- | ------- | ------- | ------------------------ | ------- | ----------------- |
| Joe Gauci             | 04.07.2000 | 01      | 0       | Adelaide United          | 2023    | 28. März 2023     |
| Ashley Maynard-Brewer | 25.06.1999 | 0       | 0       | Charlton Athletic        |         |                   |
| Mathew Ryan           | 08.04.1992 | 86      | 0       | AZ Alkmaar               | 2012    | 21. November 2023 |
| Abwehr                |            |         |         |                          |         |                   |
| Aziz Behich           | 16.12.1990 | 63      | 2       | Melbourne City FC        | 2012    | 21. November 2023 |
| Jordan Bos            | 29.10.2002 | 06      | 0       | KVC Westerlo             | 2023    | 21. November 2023 |
| Cameron Burgess       | 21.10.1995 | 03      | 0       | Ipswich Town             | 2023    | 16. November 2023 |
| Alessandro Circati    | 10.10.2003 | 01      | 0       | FC Parma                 | 2023    | 17. Oktober 2023  |
| Craig Goodwin         | 16.12.1991 | 20      | 2       | al-Wahda                 | 2013    | 21. November 2023 |
| Lewis Miller          | 24.08.2000 | 04      | 0       | Hibernian Edinburgh      | 2023    | 21. November 2023 |
| Kye Rowles            | 24.06.1998 | 13      | 0       | Heart of Midlothian      | 2022    | 21. November 2023 |
| Harry Souttar         | 22.10.1998 | 21      | 10      | Leicester City           | 2019    | 21. November 2023 |
| Mittelfeld            |            |         |         |                          |         |                   |
| Keanu Baccus          | 07.06.1998 | 12      | 0       | FC St. Mirren            | 2022    | 21. November 2023 |
| Martin Boyle          | 25.04.1993 | 23      | 6       | Hibernian Edinburgh      | 2018    | 21. November 2023 |
| Jackson Irvine        | 07.03.1993 | 60      | 9       | FC St. Pauli             | 2013    | 21. November 2023 |
| Massimo Luongo        | 25.09.1992 | 45      | 6       | Ipswich Town             | 2014    | 16. November 2023 |
| Connor Metcalfe       | 05.11.1999 | 13      | 0       | FC St. Pauli             | 2021    | 21. November 2023 |
| Aiden O’Neill         | 04.07.1998 | 07      | 0       | Standard Lüttich         | 2023    | 21. November 2023 |
| Ryan Strain           | 02.04.1997 | 04      | 0       | FC St. Mirren            | 2022    | 21. November 2023 |
| Sturm                 |            |         |         |                          |         |                   |
| Brandon Borrello      | 25.07.1995 | 11      | 2       | Western Sydney Wanderers | 2019    | 21. November 2023 |
| Mitchell Duke         | 18.01.1991 | 32      | 12      | FC Machida Zelvia        | 2013    | 21. November 2023 |
| Jamie Maclaren        | 29.07.1993 | 32      | 11      | Melbourne City FC        | 2016    | 21. November 2023 |
| Samuel Silvera        | 25.10.2000 | 02      | 0       | FC Middlesbrough         | 2023    | 17. Oktober 2023  |
| Kusini Yengi          | 15.01.1999 | 01      | 0       | FC Portsmouth            | 2023    | 16. November 2023 |

## Rekordspieler
Am 5. März 2014 erzielte Tim Cahill beim 3:4 gegen Ecuador zwei Tore, womit er alleiniger Rekordtorschütze wurde.
(Stand: 19. November 2024) Von den derzeit aktiven Spielern hat Mathew Leckie die meisten Tore (14) geschossen.
| Spiele | Spieler            | Zeitraum   | Tore |
| ------ | ------------------ | ---------- | ---- |
| 109    | Mark Schwarzer     | 1993–2013  | 0    |
| 108    | Tim Cahill         | 2004–2018  | 50   |
| 100    | Mathew Ryan        | 2012–aktiv | 0    |
| 96     | Lucas Neill        | 1996–2013  | 1    |
| 95     | Brett Emerton      | 1998–2012  | 20   |
| 87     | Alex Tobin         | 1988–1998  | 2    |
| 84     | Mark Bresciano     | 2001–2015  | 13   |
| 84     | Paul Wade          | 1986–1996  | 10   |
| 81     | Aziz Behich        | 2012–aktiv | 2    |
| 80     | Mark Milligan      | 2006–2019  | 6    |
| 80     | Luke Wilkshire     | 2004–2014  | 8    |
| 79     | Mile Jedinak       | 2008–2018  | 20   |
| 79     | Mathew Leckie      | 2012–aktiv | 14   |
| 76     | Jackson Irvine     | 2013–aktiv | 11   |
| 76     | Tony Vidmar        | 1991–2006  | 3    |
| 74     | Robbie Kruse       | 2011–2019  | 5    |
| 68     | Scott Chipperfield | 1998–2010  | 12   |
| 65     | Peter Wilson       | 1970–1979  | 3    |
| 62     | Brett Holman       | 2006–2013  | 9    |
| 61     | Attila Abonyi      | 1967–1977  | 25   |
| 61     | Trent Sainsbury    | 2014–aktiv | 3    |
| 60     | John Kosmina       | 1977–1988  | 25   |
| 60     | Stan Lazaridis     | 1993–2006  | 0    |

| Tore | Spieler         | Zeitraum  | Spiele |
| ---- | --------------- | --------- | ------ |
| 50   | Tim Cahill      | 2004–2018 | 108    |
| 29   | Damian Mori     | 1992–2002 | 45     |
| 28   | Archie Thompson | 2001–2013 | 54     |
| 27   | John Aloisi     | 1997–2008 | 55     |
| 25   | Attila Abonyi   | 1967–1977 | 61     |
| 25   | John Kosmina    | 1977–1988 | 60     |
| 21   | Mile Jedinak    | 2008–2018 | 79     |
| 20   | Brett Emerton   | 1998–2012 | 95     |
| 20   | David Zdrilic   | 1997–2010 | 31     |
| 19   | Graham Arnold   | 1985–1997 | 56     |
| 18   | Ray Baartz      | 1967–1974 | 48     |
| 17   | Harry Kewell    | 1998–2012 | 58     |
| 17   | Aurelio Vidmar  | 1991–2001 | 44     |
| 16   | Gary Cole       | 1978–1982 | <30    |
| 16   | Joshua Kennedy  | 2006–2014 | 36     |
| 16   | George Smith    | 1933–1936 | <30    |

## Nationaltrainer
| Name                                                          | Zeitraum  | Spiele | Siege | Unentsch. | Niederl. | Siegquote | Erfolge |
| ------------------------------------------------------------- | --------- | ------ | ----- | --------- | -------- | --------- | --- |
| Tiko Jelisavčić                                               | 1965      | 6      | 3     | 0         | 3        | 50 %      | |
| Jozef Vengloš                                                 | 1965–1967 | 7      | 4     | 1         | 2        | 57 %      | |
| Joe Vlatsis                                                   | 1967–1969 | 23     | 13    | 7         | 3        | 57 %      | |
| Ralé Rašić                                                    | 1970–1974 | 31     | 16    | 9         | 6        | 52 %      | Vorrunde der Weltmeisterschaft 1974                                                                             |
| Brian Green                                                   | 1976      | 2      | 2     | 0         | 0        | 100 %     | |
| Jim Shoulder                                                  | 1976–1978 | 25     | 10    | 7         | 8        | 40 %      | |
| Rudi Gutendorf                                                | 1979–1981 | 18     | 3     | 8         | 7        | 17 %      | Gewinn des OFC-Nationen-Pokals 1980                                                                             |
| Les Scheinflug                                                | 1981–1983 | 12     | 8     | 1         | 3        | 67 %      | |
| Frank Arok                                                    | 1983–1989 | 46     | 21    | 14        | 11       | 46 %      | |
| Les Scheinflug (Interimstrainer während Aroks Abwesenheit)    | 1983      | 4      | 3     | 0         | 1        | 75 %      | |
| Les Scheinflug (Interimstrainer)                              | 1990      | 1      | 1     | 0         | 0        | 100 %     | |
| Eddie Thomson                                                 | 1990–1996 | 56     | 26    | 11        | 19       | 46 %      | Gewinn des OFC-Nationen-Pokals 1996                                                                             |
| Les Scheinflug (Interimstrainer während Thomsons Abwesenheit) | 1992      | 3      | 2     | 1         | 0        | 67 %      | |
| Vic Fernandez (Interimstrainer während Thomsons Abwesenheit)  | 1992      | 2      | 1     | 0         | 1        | 50 %      | |
| Les Scheinflug (Interimstrainer während Thomsons Abwesenheit) | 1994      | 1      | 1     | 0         | 0        | 100 %     | |
| Raul Blanco (Interimstrainer)                                 | 1996      | 2      | 2     | 0         | 0        | 100 %     | |
| Terry Venables                                                | 1997–1998 | 23     | 15    | 3         | 5        | 65 %      | Zweiter beim Konföderationen-Pokal 1997                                                                         |
| Raul Blanco (Interimstrainer)                                 | 1998–1999 | 5      | 3     | 1         | 1        | 60 %      | |
| Frank Farina                                                  | 1999–2005 | 58     | 34    | 9         | 15       | 59 %      | Gewinn des OFC-Nationen-Pokals 2000 Dritter beim Konföderationen-Pokal 2001 Gewinn des OFC-Nationen-Pokals 2004 |
| Guus Hiddink                                                  | 2005–2006 | 13     | 8     | 2         | 3        | 62 %      | Achtelfinale der Weltmeisterschaft 2006                                                                         |
| Graham Arnold (Interimstrainer)                               | 2006–2007 | 15     | 6     | 4         | 5        | 40 %      | |
| Rob Baan (Interimstrainer)                                    | 2007      | 1      | 1     | 0         | 0        | 100 %     | |
| Pim Verbeek                                                   | 2007–2010 | 33     | 18    | 9         | 6        | 55 %      | Vorrunde der Weltmeisterschaft 2010                                                                             |
| Han Berger (Interimstrainer)                                  | 2010      | 1      | 0     | 0         | 1        | 0 %       | |
| Holger Osieck                                                 | 2010–2013 | 45     | 23    | 10        | 12       | 51 %      | |
| Aurelio Vidmar (Interimstrainer)                              | 2013      | 1      | 1     | 0         | 0        | 100 %     | |
| Ange Postecoglou                                              | 2013–2017 | 49     | 22    | 12        | 15       | 45 %      | Gewinn der Asienmeisterschaft 2015                                                                              |
| Bert van Marwijk                                              | 2018      | 7      | 2     | 2         | 3        | 29 %      | |
| Graham Arnold                                                 | 2018–2024 | 55     | 35    | 7         | 13       | 64 %      | |
| Tony Popovic                                                  | 2024–     | 6      | 3     | 3         | 0        | 50 %      | |

Stand: 25. März 2025

## Rekorde
Australien ist die einzige Nation, die bei den Männern zwei Kontinentalwettbewerbe (Asien und Ozeanien) gewann, und die einzige, der dies bei Männern und Frauen gelang.
Australien hält den Weltrekord für den höchsten Sieg einer Nationalmannschaft, dieser gelang beim 31:0-Sieg über Amerikanisch-Samoa am 11. April 2001 während der Qualifikation für die WM 2002.